# 洋蔥期貨法案
洋蔥期貨法案是美國一項禁止對洋蔥進行期貨交易的國會法案。
1955年，商人Sam Seigel與Vincent Kosuga通過大量囤貨成功操縱了芝加哥商業交易所的洋蔥期貨市場。針對此一事件而施行的監管措施最終促成了洋蔥期貨法案的誕生。

## 歷史

### 背景
爲了彌補聯邦乳製品補貼給黃油期貨造成的損失，芝加哥商業交易所在1940年代中期引入了洋蔥期貨。到了1950年代中，洋蔥期貨成爲了交易所交易量最大的產品。1955年，洋蔥期貨佔據了交易所大約20%的交易量。

### 市場操縱
1955年秋，Seigel夥同Kosuga購買了大量洋蔥現貨與期貨，控制了約98%在芝加哥進行交易的洋蔥。上千噸的洋蔥因而從各地運往芝加哥。到了1955年末，兩人已在芝加哥囤積了超過14000噸洋蔥。他們旋即威脅洋蔥種植者購買他們的庫存，否則便將大量洋蔥推向市場。兩人同時向種植者們保證將繼續持有剩餘庫存以穩定洋蔥價格。
Seigel與Kosuga兩人在種植者們開始購買洋蔥後立即大量做空洋蔥期貨。此時，由於庫存的洋蔥已經開始變質，兩人將洋蔥運往城外清洗，完成後重新包裝送回城內。這一行動讓許多期貨交易者誤以爲洋蔥供應有盈餘，使洋蔥價格進一步走低。到了1956年3月，Seigel和Kosuga兩人將洋蔥放上市場出售，令一袋50英磅（23）的洋蔥價格跌至10美分。而在早前的1955年8月，同樣一袋洋蔥的價格則爲2.75美元。由於從各地運來的洋蔥過多，美國其他地方甚至出現了洋蔥短缺。
Seigel與Kosuga從他們的空頭交易中獲利數百萬美元。而此時一袋50英磅（23）的洋蔥在芝加哥的售價甚至不如包裝袋本身高。許多洋蔥種植者因而破產。手上持有大量一文不值的洋蔥的農民對此表示強烈不滿。許多農民甚至不得不自己花錢處理掉手上的洋蔥。

### 監管行動
風波過後，許多市場評論者認爲Seigel和Kosuga的行爲屬於投機衝擊。洋蔥價格的劇烈變化引起了商品交易管理局（今商品期貨交易委員會的前身）的注意。管理局很快對此事發起了調查，美國參議院農業委員會與衆議院農業委員會亦針對此事舉行了聽證會。
商品交易管理局在聽證會上表示，令洋蔥容易成爲價格操縱的目標的是其易變質的特性。時任密歇根國會議員傑拉德·福特提出一項法案以徹底禁止對洋蔥期貨的交易，即今日的洋蔥期貨法案。交易商們對此法案非常不滿，一些人爭辯洋蔥並非主食，因而洋蔥短缺並不會造成大問題。芝加哥商業交易所主席E.B. Harris大力遊說反對此項法案，並稱之爲“燒光穀倉抓老鼠”。不過最終，時任總統德懷特·艾森豪威爾於1958年8月簽署通過了此一法案。

## 影響

### 對芝加哥商業交易所的影響
禁令通過後，芝加哥商業交易所發起訴訟稱此項禁令違憲。遭聯邦法官否決後，交易所未向最高法院繼續上訴，禁令得以保留了下來。
失去重要交易產品對芝加哥商業交易所造成了極大的衝擊。包括雞蛋、火雞以及土豆在內的其他交易產品並不足以維持交易所的運轉。交易所不得不選出新的領導層以探索新的商業策略。其後，通過開發包括豬腩與冷凍濃縮橙汁在內的新期貨產品，交易所成功挽回了損失。

### 對價格波動的影響
Holbrook Working在1960年發表研究認爲洋蔥的價格波動性在1940年代引入期貨交易後呈下降趨勢。其後的一些研究引用其作爲有效市場假說成立的證據。1963年，農業期貨專家，斯坦福大學榮譽退休教授Roger Gray發表研究支持這一結論。Gray認爲在洋蔥期貨法案通過以後洋蔥的價格波動上升了。
Aaron C. Johnson在1973年得出與Gray相反的結論。他發現1960年代的洋蔥價格波動性實際上處於有記錄以來的最低點。包括交通運輸、天氣、洋蔥質量在內的其他因素可能對之起了一定作用。但同樣，沒有任何清楚的證據表明期貨市場對洋蔥的估價是準確的。
進入2000年代，洋蔥的價格波動明顯的要比玉米或原油的價格波動劇烈。當年一名遊說支持洋蔥期貨法案的農民的兒子現在支持開放洋蔥期貨交易。